# Джемсоніт
Джемсоніт (рос. джемсонит; англ. jamesonite; нім. Jamesonit m) — мінерал підкласу сульфосолей. Стибіїста сульфосіль свинцю і заліза ланцюжкової будови. Поліморфізм і серія: диморфний з параджемсонітом; утворює ряд з бенавідезитом.
Інша назва (синонім): Фалькманіт — за прізвищем шведського геолога О. Фалькмана (Oscar Karl August Falkman (1877—1961)).

## Етимологія та історія
Джеймсоніт отримав свою назву у 1825 році від австрійського геолога та мінералога Вільгельма Гайдінгера (1795 — 1871), який назвав мінерал на честь англійського мінералога Роберта Джеймсона (1774—1854).
Однак мінерал був відомий і до цього. Вже в записах німецького мінералога та геолога Йоганна Готлоба Лемана (1719—1767) за 1758 рік згадується «Zundererz» (також «Bergzunder» і «Lumpenerz») з копалень Доротея та Кароліна поблизу Клаусталя. Роберт Джеймсон назвав його «сіра сурма» в 1820 році, а німецький мінералог і геолог Карл Фрідріх Крістіан Моос у 1824 році назвав його «Аксотомерний блиск сурми» (нім. Axotomer Antimonglanz).
Типова місцевість мінералу джемсоніту — місцевість Сент Енделліон в англійському графстві Корнуолл.

## Загальний опис
Хімічна формула: Pb4FeSb6S14. Містить (%): Pb — 40,16; Fe — 2,71; Sb — 35,39; S — 21,74.
Сингонія моноклінна, спайність довершена.
Твердість 2—3.
Густина 5,5—6,0.
Колір свинцево-сірий до залізно-чорного. Блиск металічний. Непрозорий. Крихкий. Другорядна свинцева руда.
Зазвичай утворюється при низьких і середніх температурах як гідротермальний мінерал.
Зустрічається у гідротермальних поліметалічних родовищах Pb–Ag–Zn разом з ґаленітом, кварцитом і різними сульфоантимонітами. Асоціація: інші сульфосолі свинцю, пірит, сфалерит, галеніт, тетраедрит, стибніт, кварц, сидерит, кальцит, доломіт, родохрозит.
Знахідки відомі у багатьох місцевостях, зокрема: Корнуолл, Англія; Фрайберг, Саксонія, Німеччина; Пршибрам, Чехія; Бая-Спрі, Бая-Маре, Румунія; Трепча, Сербія; провінція Вестманланд, Швеція; Мачакамарка, Оруро, Болівія; муніципалітет Масапіль, Мексика; у штаті Айдахо, США; автономний район Гуансі, Китай.

## Різновиди
Розрізняють:
- джемсоніт бісмутистий (відміна джемсоніту з відношенням Bi: Sb = 1,07:1 і з вмістом Fe до 1,7 %);
- джемсоніт волокнистий (джемсоніт);
- джемсоніт сріблистий (овіхіїт).